# Zdzisław Kruszyński
Zdzisław Kruszyński (ur. 25 stycznia 1960 w Mławie) – polski malarz, rysownik, działacz kultury.

## Życiorys
Malarstwem zawodowo zajmuje się od 1984 roku. Studiował na ASP w Gdańsku. Uprawia malarstwo, rysunek, grafikę. Uczestnik wielu plenerów i wystaw w Polsce i za granicą.
Jego prace znajdują się w Muzeum Ziemi Zawkrzeńskiej w Mławie, Muzeum Juszkiewiczów w Mławie, Muzeum Małego Miasta w Bieżuniu, Muzeum Historycznym w Przasnyszu, Muzeum Szlachty Mazowieckiej w Ciechanowie, Muzeum Pozytywizmu w Gołotczyźnie, Muzeum Romantyzmu w Opinogórze, Urzędzie Miasta w Mławie, Starostwie Powiatowym w Mławie, Stacji Naukowej im. Stanisława Herbsta w Mławie, Stoczni Gdańskiej, Naczelnym Sądzie Administracyjnym w Gdańsku, Sądzie Rejonowym w Ciechanowie, "Domu Polskim" w Watykanie, Miejskim Domu Kultury w Mławie, Państwowej Wyższej Szkole Zawodowej w Mławie, Archiwum Państwowym m. st. Warszawy Oddział w Mławie, Państwowej Szkole Muzycznej w Mławie, Liceum Ogólnokształcącym im. St. Wyspiańskiego w Mławie, Centrum Kultury i Sztuki w Ciechanowie, TV Mława, nadleśnictwach, ambasadach, bankach, szpitalach, przychodniach lekarskich, w wielu innych szkołach oraz w zbiorach prywatnych w Polsce i za granicą (m.in. Niemczech, Austrii, Francji, Włoszech, Czechach, Słowacji, Litwie, Hiszpanii, Holandii, Meksyku, Peru, Rosji, Australii, Kanadzie, USA, Izraelu, Nowej Zelandii itd.).
W 2004 r. zaprojektował i wykonał do ratusza mławskiego dwa tryptyki pt. Drzwi do Mławy. Wiele prac przekazał na cele charytatywne. Należy do Stowarzyszenia i Klubu Pracy Twórczej w Ciechanowie. Od 1984 r. prowadzi autorską Galerię Z, w której zorganizował wiele spotkań z twórcami kultury.
W 1995 r. został wyróżniony przez Ministra Kultury i Sztuki odznaką „Zasłużony Działacz Kultury”. W 2004 r. odznaczony medalem „Zasłużony dla Miasta Mławy”.

## Wystawy

### Wystawy indywidualne
- 1986 – Galeria Artystyczna Domu Polonii w Pułtusku
- 1992 – Galeria "Złoty Lew" w Gdańsku
- 1993 – Otwarcie autorskiej Galerii "Z" w Mławie
- 1993 – Państwowa Szkoła Muzyczna w Mławie
- 1996 – Otwarcie drugiego lokalu Galerii "Z" w Mławie
- 1996 – Szpital w Mławie
- 1997 – Muzeum w Bieżuniu
- 1997 – WDK w Ciechanowie
- 1997 – Galeria Teresy i Wolfganga Nippgen w Dreźnie, Niemcy
- 1998 – WDK, Kawiarnia Artystyczna w Ciechanowie
- 2000 – Muzeum ZZ w Mławie
- 2001 – CKiS w Ciechanowie
- 2002 – MDK w Mławie
- 2003 – Muzeum Historyczne w Przasnyszu
- 2003 – Kościół farny w Sierpcu
- 2004 – Państwowa Szkoła Muzyczna w Mławie
- 2004 – BWA Galeria "C", Ciechanów
- 2004 – Państwowa Wyższa Szkoła Zawodowa w Mławie
- 2005 – Nadleśnictwo Dwukoły
- 2005 – Ratusz w Mławie – Dwa tryptyki pt." Drzwi do Mławy"
- 2006 – Galeria "Z" w Mławie – Dni Kultury Chrześcijańskiej
- 2007 – "Złote Tarasy" w Warszawie
- 2008 – Nadleśnictwo Kudypy gm. Gietrzwałd
- 2008 – Galeria Klubu Garnizonowego JW we Wrocławiu
- 2010 – Muzeum ZZ w Mławie – wystawa jubileuszowa
- 2017 – Galeria im. Bolesława Biegasa w Ciechanowie
- 2022 – Muzeum Niepodległości w Warszawie (Galeria Jednego Obiektu)
- 2022 – Muzeum Niepodległości w Warszawie (Galeria Jednego Obiektu)[1]
- 2022 – Muzeum Niepodległości w Warszawie, Galeria Brama Bielańska – "Historia w portretach zapisana": wystawa jubileuszowa[2]
- 2022 – Powiatowe Centrum Kultury i Sztuki w Ciechanowie, Galeria im. Bolesława Biegasa[3].
- 2024 – Muzeum Ziemi Zawkrzeńskiej w Mławie[4].

### Wystawy zbiorowe
- 1987 – WDK Ciechanów
- 1987 – Galeria "Złoty Lew" (ul. Długi Targ) w Gdańsku
- 1988 – "Lech" Gdański Salon Sztuki w Gdańsku
- 1989 – Galeria "Złoty Lew" (ul. Długi Targ) w Gdańsku
- 1990 – MDK w Działdowie
- 1990 – MDK w Pułtusku
- 1991 – MDK w Mławie
- 1991 – Galeria Klubu Garnizonowego JW w Ciechanowie
- 1991 – Galeria "Gino" w Płocku
- 1992 – Galeria "Piotrowska" w Łodzi
- 1993 – Galeria "Ewan" w Elblągu
- 1994 – Galeria "Stewan Popowski" – "Intraco" w Warszawie
- 1994 – Galeria "Z" Mława
- 1994 – Państwowa Szkoła Muzyczna w Mławie
- 1995 – Haldensleben, Niemcy
- 1995 – Muzeum w Ciechanowie
- 1995 – Galeria "Ewan" w Elblągu
- 1995 – WDK w Ciechanowie
- 1995 – Galeria "Złoty Lew" w Gdańsku
- 1995 – Muzeum w Gołotczyźnie
- 1996 – BWA w Ciechanowie "1 Salon Zimowy"
- 1996 – "Strzelnica św. Jerzego" w Gdańsku
- 1996 – Łazy – Unieście
- 1996 – Galeria "Ewan" w Elblągu
- 1997 – Muzeum w Opinogórze
- 1997 – MDK w Olecku
- 1997 – Hundisburg, Niemcy
- 1997 – Haldensleben, Niemcy
- 1998 – Galeria Sztuki Współczesnej "Pro Arte Pax" w Elblągu.
- 1998 – Dwór Artusa w Gdańsku
- 1998 – ASP w Gdańsku
- 1998 – Galeria Teresy i Wolfganga Nippgen w Dreźnie, Niemcy
- 1999 – Muzeum Juszkiewiczów w Mławie
- 1999 – Klamm, Austria
- 1999 – Galeria T. i W. Nippgen, Drezno, Niemcy
- 2000 – Szklarska Poręba
- 2002 – Klasztor w Ratowie
- 2002 – GOK Radzanów
- 2002 – Galeria "Młyn" w Działdowie
- 2002 – Muzeum Juszkiewiczów w Mławie
- 2002 – BWA Galeria "C" Ciechanów
- 2002 – Muzeum ZZ w Mławie
- 2003 – Centrum Kształcenia Ustawicznego w Działdowie
- 2004 – Kościół Świętego Ducha w Mławie
- 2005 – Galeria "Olga" w Gdańsku, Wł. Śpiewak (ul. Mariacka)
- 2005 – CKiS Ciechanów
- 2005 – Saverne, Francja
- 2005 – Archiwum Państwowe m. st. Warszawy Oddział w Mławie
- 2006 – Galeria "Z" w Mławie – Dni Kultury Chrześcijańskiej
- 2006 – Duszniki-Zdrój
- 2007 – Centrum Kultury w Ostródzie
- 2009 – "Rotary Club" w Olsztynie
- 2009 – MCK w Płońsku
- 2009 – Muzeum w Ciechanowie
- 2010 – Sandomierz – Zawichost – Czyżów Szlachecki
- 2010 – GOK w Strzegowie
- 2011 – Galeria "Dzwonnica" w Wilanowie
- 2011 – Państwowa Wyższa Szkoła Zawodowa w Mławie
- 2012 – Muzeum Mazowieckie w Płocku, Spichlerz
- 2013 – PCK Sarbiewo – Ciechanów
- 2014 – MDK Przasnysz
- 2015 – COEK STUDIO, Ciechanów
- 2016 – Zglenice-Budy
- 2016 – Galeria "Z" w Mławie
- 2016 – Galeria M. Szumkowskiej w Mławie
- 2016 – Restauracja "Joker" w Mławie
- 2016 – COEK STUDIO Ciechanów
- 2017 – MDK w Działdowie
- 2017 – MCK w Raciążu
- 2017 – Galeria "Civitas Christiana" w Krakowie
- 2017 – Muzeum Ziemi Zawkrzeńskiej w Mławie
- 2017 – COEK STUDIO, Ciechanów
- 2017 – Państwowa Wyższa Szkoła Zawodowa w Ciechanowie
- 2017 – Restauracja "Joker" w Mławie
- 2018 – COEK Ciechanów
- 2018 – Restauracja "Joker" w Mławie
- 2018 – Wioska Garncarska Kamionka
- 2020 – Muzeum Ziemi Zawkrzeńskiej w Mławie
- 2022 – Muzeum Ziemi Zawkrzeńskiej w Mławie
- 2024 – Muzeum Ziemi Zawkrzeńskiej w Mławie

## Obrazy w obiektach sakralnych
- Kościół Świętego Ducha w Mławie: "Matka Boża Królowa Polski" (w ołtarzu głównym), "Jezus Miłosierny" (w ołtarzu bocznym), "Papież z Polski", "JP II w Sanktuarium w Łagiewnikach";
- Kościół w Goleszynie: "Matka Boża Fatimska" (w ołtarzu głównym);
- Kościół Matki Boskiej Fatimskiej w Mławie: "Jezus Miłosierny";
- Kościół w Unierzyżu: "Matka Boża Nieustającej Pomocy", "Jezus Miłosierny";
- Kościół w Szreńsku – feretron: "Św. Ojciec Pio" i "Św. Franciszek";
- Sanktuarium w Oborach: "Dar miłości";
- Kościół w Drzewianach: "Ojciec Maksymilian Kolbe", "Ksiądz Jerzy Popiełuszko";
- Kościół w Janowie (pow. Nidzica): "JP II".

## Wydawnictwa, publikacje
- rysunki do tomików poezji mazowieckich poetów, m. in: S. Kęsika, T. Kaczorowskiej, W. Golubskiego i poetów zrzeszonych w Związku Twórców Ziemi Zawkrzeńskiej w Mławie;
- rysunki do czasopism: " Samorządowiec Mławski", "Głos Mławy", "Extra Mława", "Gazeta Mławska" (cykl "Z mławskiej ławeczki");
- obrazy w publikacjach: Album "Twórcy... Drzewa Ziemi Naszej" (1995), broszura Muzeum Okręgowego w Ciechanowie "Dwór Mazowiecki" (1995), tomik poetyczno-plastyczny "Reminiscencje włoskie" (1998), "Ziemia Zawkrzeńska", tom IV (2000), tomik poetycko-plastyczny "Reminiscencje nowogródzkie i alpejskie" (2000), album "Mława" (2006), Zeszyt nr 1. "Sala Papieska w Muzeum ZZ w Mławie" (2009), album "Mława w fotografii" (2010).

## Życie prywatne
Żonaty od 1981 roku z Joanną Kuszyńską. Mają dwoje dzieci: córka Elwira (1988), syn Kacper (1997).